# Proxima Centauri (skała)
Proxima Centauri – skała we wsi Siedlec, w województwie śląskim, w powiecie częstochowskim, w gminie Janów. Znajduje się na grzbiecie orograficznie prawego zbocza Doliny Wiercicy między ruinami Zamku Ostrężnik a skrzyżowaniem drogi wojewódzkiej nr 793 z drogą do Suliszowic (bliżej skrzyżowania). Pod względem geograficznym jest to obszar Wyżyny Częstochowskiej.
Proxima Centauri to jedna z dwóch skał obejmowanych wspólną nazwą Proxima (druga to Proxima Okiennik). Znajduje się w lesie, ma wysokość 14 m i pionowe ściany. Przez wspinaczy skalnych odkryta została dopiero w 2006 roku. Poprowadzili na niej 12 dróg wspinaczkowych o trudności od IV do VI.1+ w skali Kurtyki. Na 9 zamontowano stałe punkty asekuracyjne: ringi (r) i stanowiska zjazdowe (st), tylko na dwóch łatwych wspinaczka tradycyjna (trad). Wśród wspinaczy skalnych skała jest średnio popularna.
1. Wehikuł czasu; VI.1+, 5r + st
2. Czarna dziura; VI+, 5r + st
3. O przyszłości; VI, 2r + st

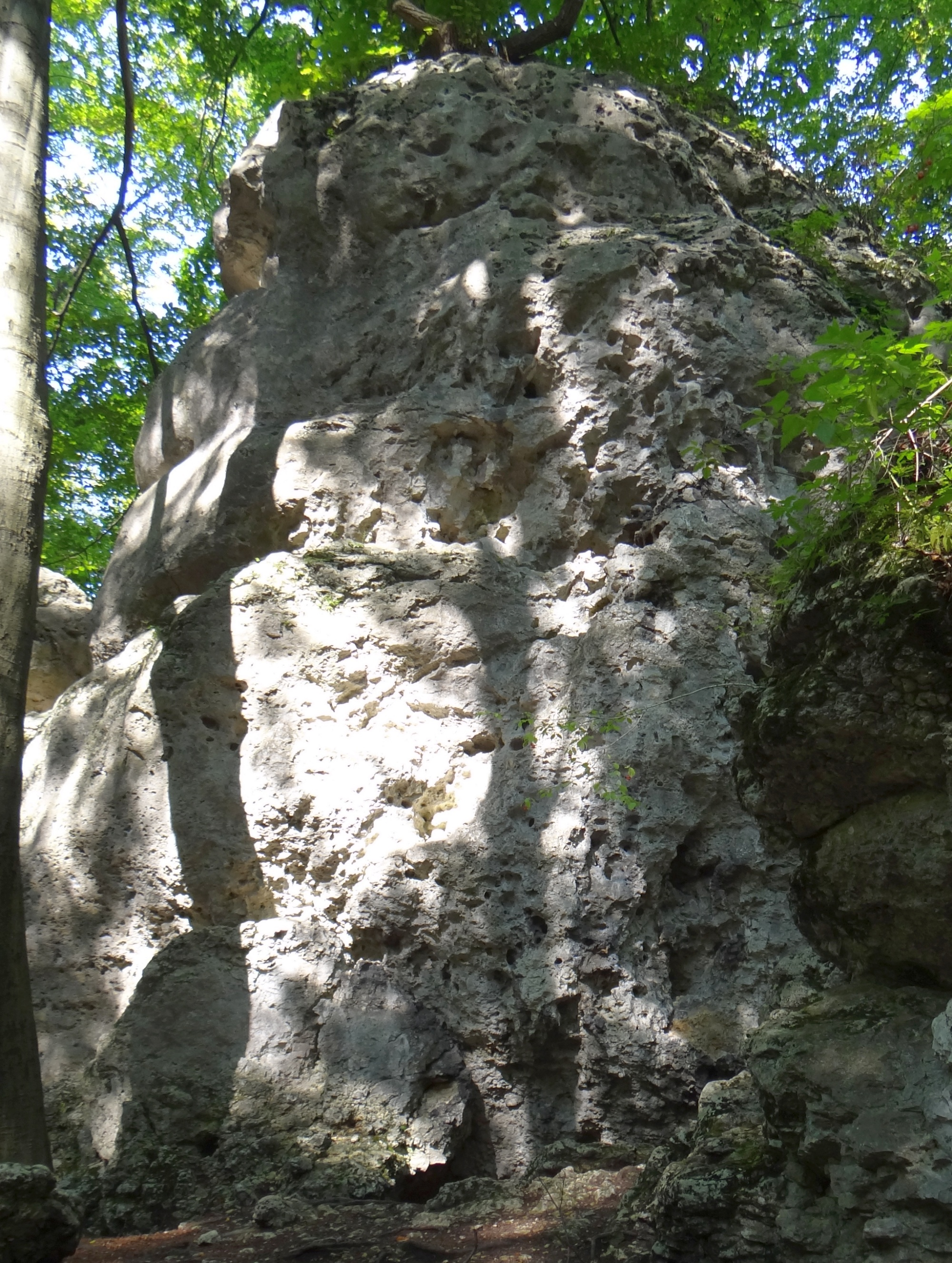
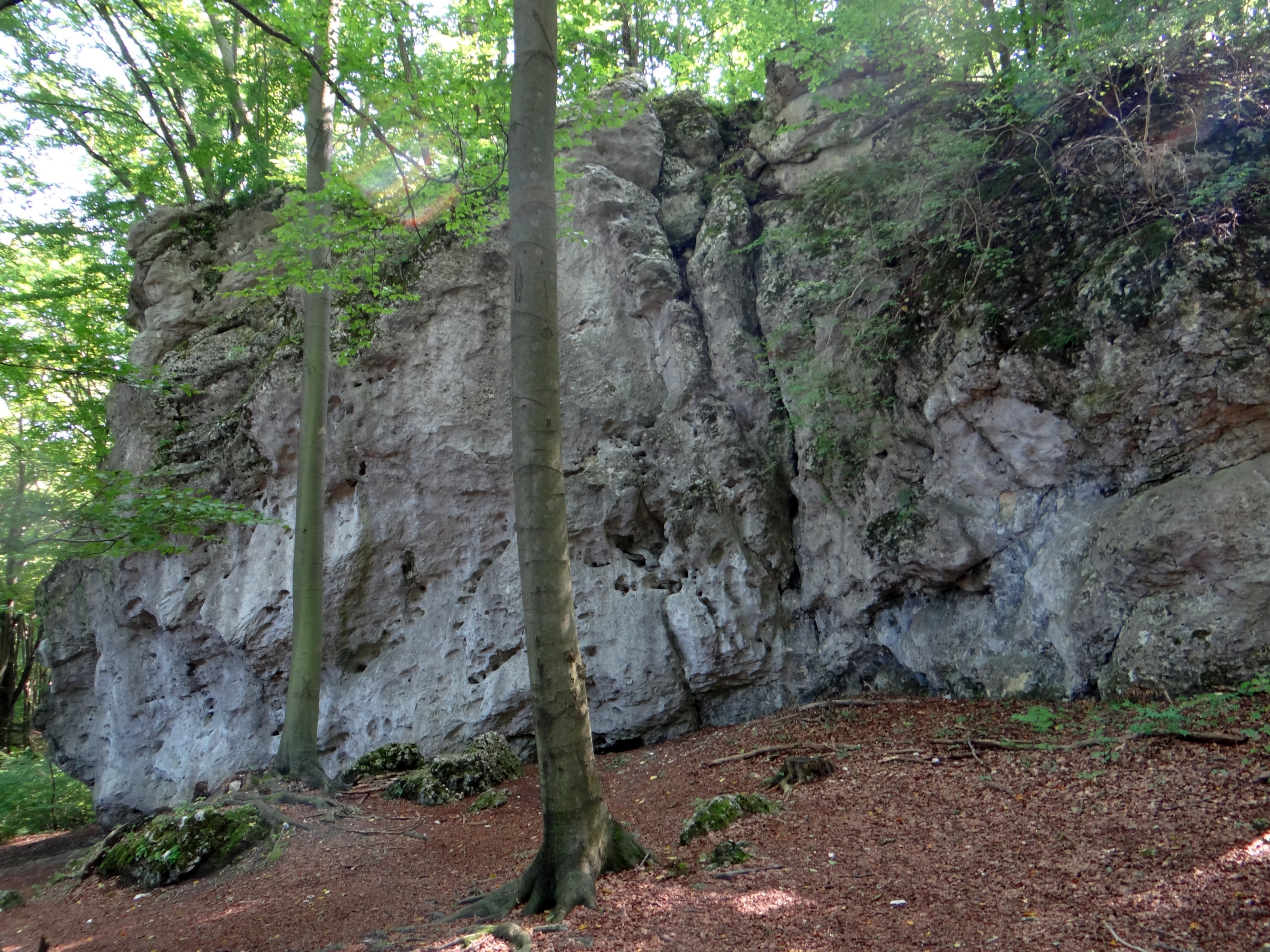
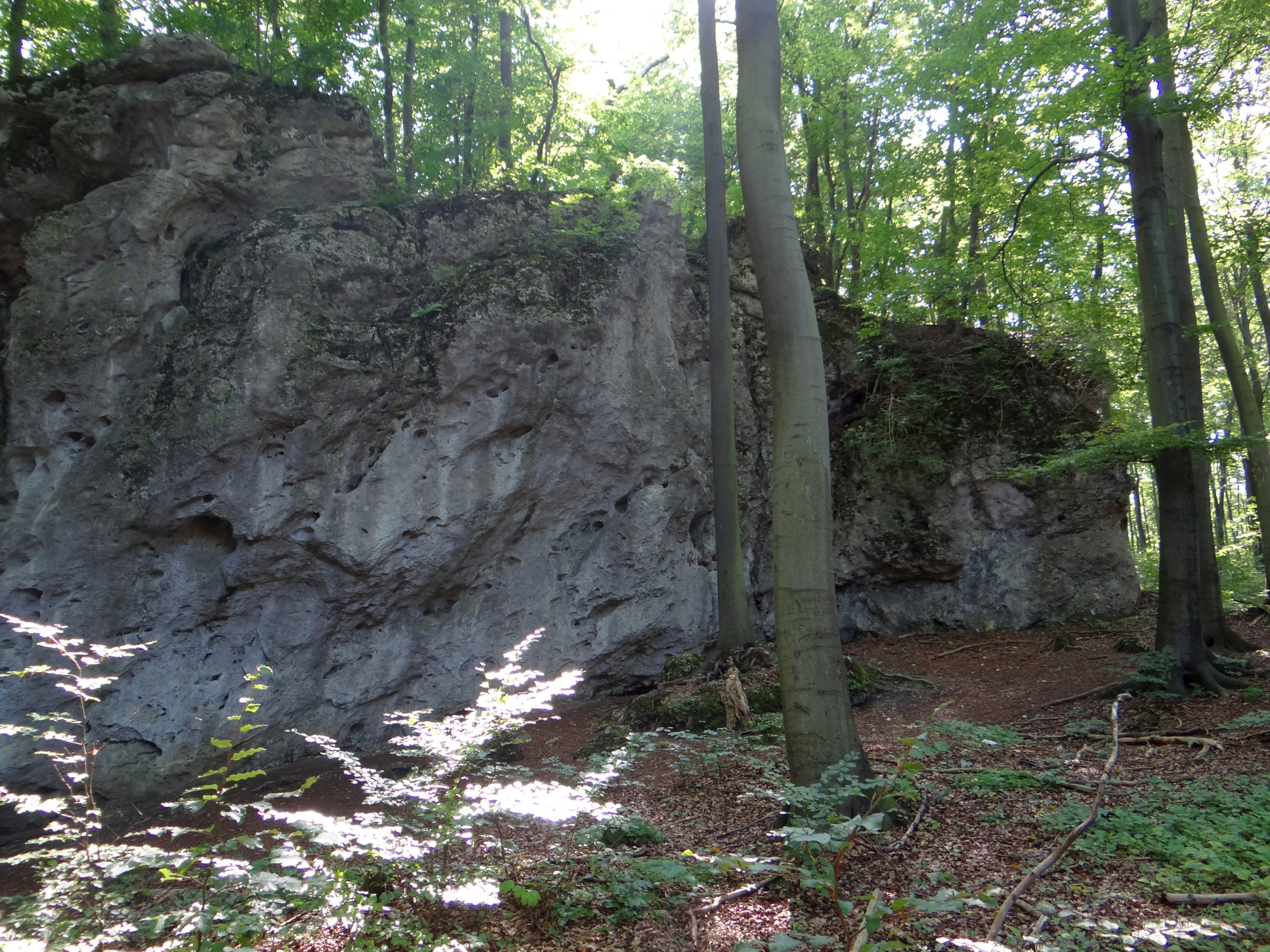
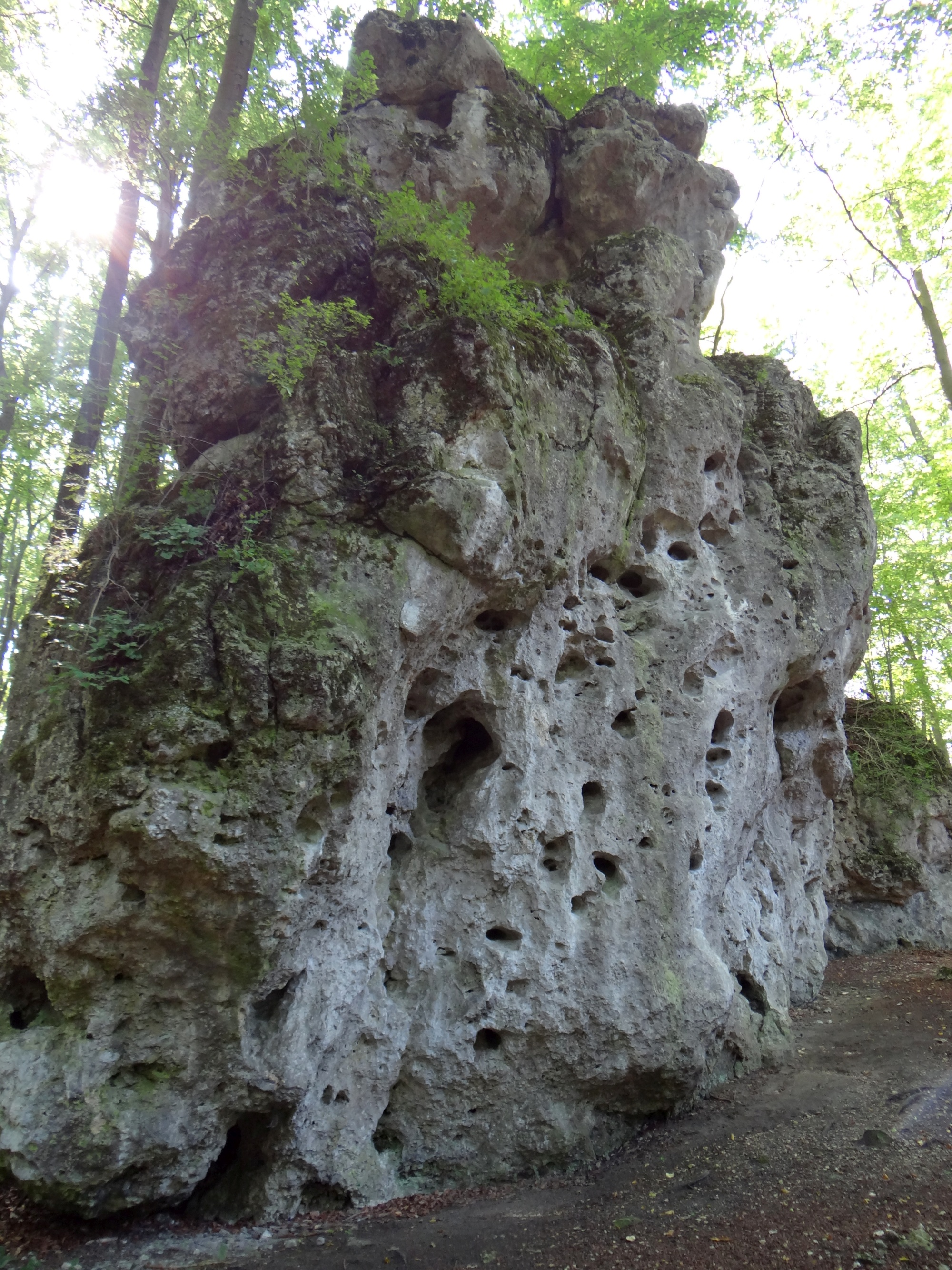

4. Przez głaz; VI (nie wystarczą same ekspresy)
5. Gwiezdne wrota; VI+, 4r + st
6. Syriusz; VI.1+, 4r + st
7. Andromeda; VI.1, 4r + st
8. Bing bang; V, 3r + st (asekuracja niewystarczająca)
9. Halo; IV, trad (nie wystarczą same ekspresy)
10. Czarny karzeł; V, 3r + st
11. Biały karzeł; V+, 3r + st
12. Przesunięcie ku czerwieni; V, 3r + st[4].